# Агін Олександр Олексійович
Олекса́ндр Олексі́йович А́гін (рос. Александр Алексеевич Агин; 1817, Петровське — 1875, Качанівка) — російський графік і педагог, один із основоположників російської реалістичної книжкової ілюстрації. Брат художника Василя Агіна.

## Біографія
Народився у 1817 році у селі Петровському Новоржевського повіту Псковської губернії Російської імперії. Був позашлюбною дитиною місцевого поміщика (офіцера) О. П. Єлагіна і його кріпачки, тому отримав скорочене прізвище свого батька.
З 1827 року навчався у Псковській гімназії; протягом 1834—1839 років — у Петербурзбкій академії мистецтв: до 1836 року — в Олексія Єгорова, з 1836 року — в класі Карла Брюллова, де також навчався Тарас Шевченко. Був з останнім у дружніх стосунках. Під час навчання був пенсіонером Товариства заохочування мистецтв. Після закінчення академії отримав звання вчителя малювання.
З 1844 року ілюстрував випуски петербурзької «Літературної газети» (редактор Андрій Краєвський). З 1846 року співпрацював з альманахом «Петербурзька збірка» Миколи Некрасова. На початку 1850-х років ледь перебивався дрібними замовленнями для журналів. 1853 року через цензурні переслідування переїхав до Києва, де упродовж 1853—1864 викладав малювання у Кадетському корпусі, працював гримером і бутафором у театрі Бергера. Останні 11 років був учителем малювання у сім'ї Василя Тарновського у його маєтку у Качанівці де й помер у 1875 році.

## Творчість
У 1841 році з'явилися його перші підписні малюнки. Серед ранніх робіт — малюнки із скульптур Миколи Рамазанова і Петра Ставасера (Музей образотворчих мистецтв імені Олександра Пушкіна), нариси сцен із античного життя (Державний Російський музей), ілюстрації до поеми «Демон» Михайла Лермонтова (Російський музей), вірша Олександра Пушкіна «Воєвода» (Саратовський художній музей імені Радищева), портрети генерал-майора Ставицького, Олександра I, Єгора Меєра та інші.
У 1844—1845 роках виконав ілюстрації (83 малюнка) до «Старого Завіту», які 1846 року були видані окремим альбомои «Старий заповіт у картинках» (78 малюнків; гравірував на міді Костянтин Афанасьєв); 1861 року альбом був перевиданий (не повністю — 53 малюнка) без вказання авторства, ілюстрації гравійовані з великими спотвореннями.
Виконав малюнки до оповідань «Ротмістр Хрущов», «Дивна перепілка», «Зла людина» Євгена Гребінки (1844, підписані А. Гін). У ці роки почав постійно співпрацювати із ксилографом Євстахієм Бернардським. 1845 року виконав ілюстрації до нарису «Петербурзький фейлетоніст» Івана Панаєва, 1846 року — до поеми «Поміщик» Івана Тургенєва. 
Низка малюнків на теми петербурзького життя із альбому петербурзьких міських типів, із серії «Суботні входи та виходи в Сп.бурзі», були опубліковані у 1847—1848 роках в журналі «Иллюстрация».
Найвідомішою його роботою є 100 малюнків до поеми Миколи Гоголя «Мертві душі» (1846—1847; гравіровані на дереві Євстахієм Бернардським). Автор вимушений був їх видати окремим альбомом, оскільки Микола Гоголь категорично відмовився від ілюстрування його твору. 72 з них видані в 1847 році, повністю — в 1892 році під заголовком «Сто малюнків до поеми М. В. Гоголя „Мертві душі“» (наклад 2000 екземплярів). Того ж року вийшли ще два видання по 20 000 екземплярів, які називалися «Сто чотири малюнка до поеми М. В. Гоголя „Мертві душі“» (сюди були добавлені також 3 малюнка до «Повісті про капітана Копєйкіна» та один малюнок із афіші-об'яви про підписку на альбом 1846 року). Альбом, виданий у 1893 році, друкувався вже не із гравірованих дощок, які стали непридатними, а з цинкографічних кліше.

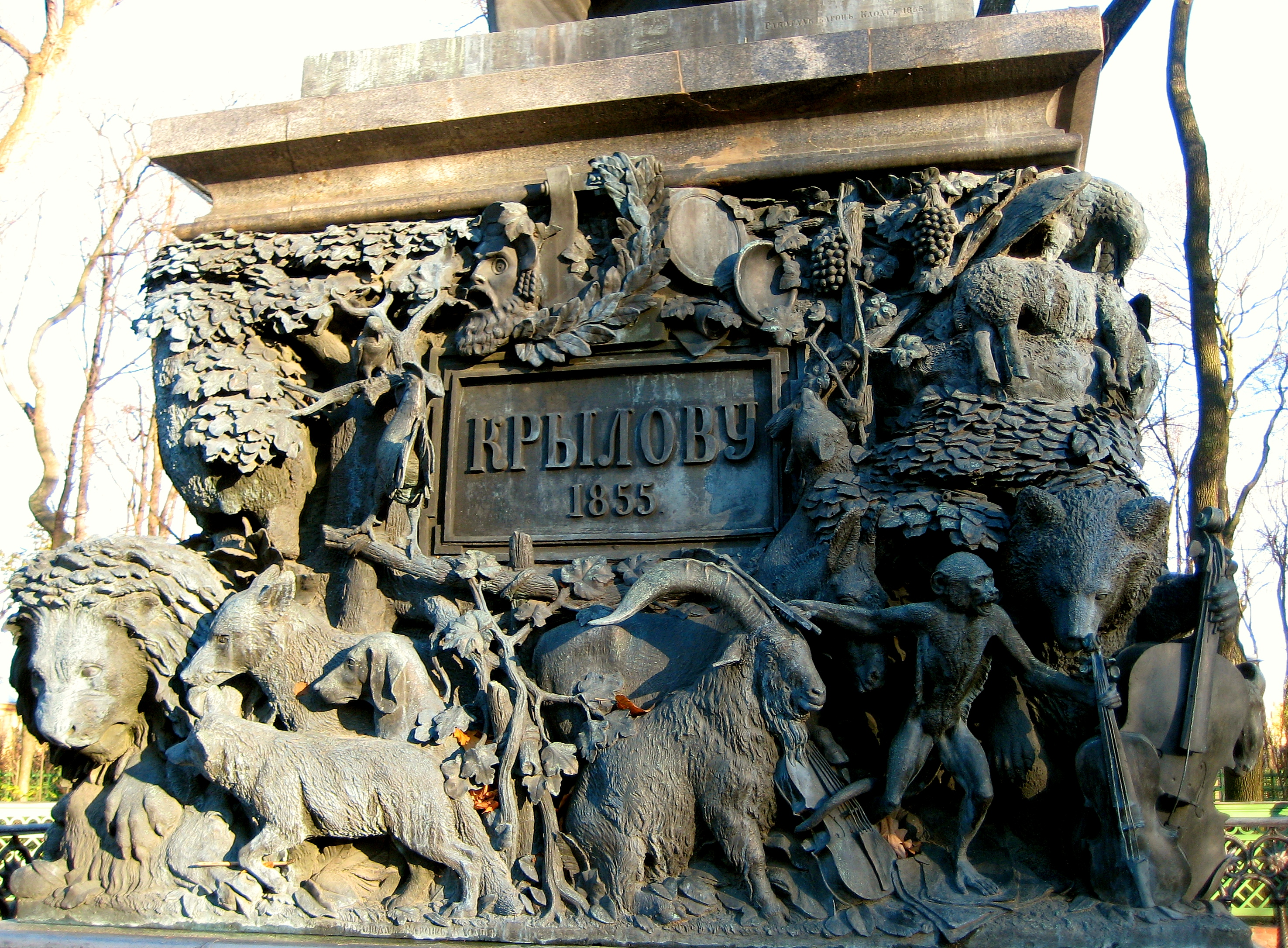
Персонажі байок Івана Крилова створені за ескізами Олекандра Агіна.

У 1849 році для п'єдесталу пам'ятника Івану Крилову в Літньому саду Санкт-Петербурга (скульптор Петро Клодт) зробив ескізи горельєфів із зображенням персонажів творів байкаря.
Створив альбом малюнків, які відтворюють український нарний побут (згорів під час пожежі).

## У мистецтві
Портрети Олександра Агіна (малюнки) виконали Павло Федотов, Михайло Клодт, Олексій Чернишов («Карл Брюлловсеред своїх учнів», 1844, Третьяковська галерея; Агін — третій ліворуч від Брюллова). Відомий також його автопортрет (1847, картон; Російський музей).
У Національному музеї Тараса Шевченка у Києві зберігається портрет Олександра Агіна, автором якого вважають Тараса Шевченка.

## Виноски
1. ↑  «Литературная газета», 1844[3].
2. ↑  Збірка «Физиология Петербурга», видано 1845 року[3].
3. ↑  «Петербуржский сборник». Частина 2, видана у 1846 році[3].
4. ↑  Картон. Зберігаються у Держаному Російському музеї і Державному історичному музеї[3].